# Power (Montana)
Power – jednostka osadnicza w Stanach Zjednoczonych, w stanie Montana, w hrabstwie Teton.